# Kazimierz Śliwa (polityk)
Kazimierz Śliwa (ur. 26 lutego 1906 w Dziewięczycach, zm. ?) – polski nauczyciel, poseł na Sejm PRL II i III kadencji.

## Życiorys
Uzyskał wykształcenie niepełne wyższe na Uniwersytecie Jana Kazimierza. Z zawodu był nauczycielem, pracował na stanowisku kierownika szkoły podstawowej w Seceminie. Wstąpił do Oddziału Wydzielonego Wojska Polskiego, w maju 1940 został aresztowany przez Gestapo i osadzony w więzieniu w Kielcach, a następnie wywieziony do obozów Dachau i Sachsenhausen. Był kierownikiem i organizatorem domu dziecka w Olesznie. Należał do Polskiej Partii Socjalistycznej – Lewicy, PPS „lubelskiego” oraz Polskiej Zjednoczonej Partii Robotniczej. W 1957 i 1961 uzyskiwał mandat posła na Sejm PRL z okręgów Jędrzejów i Kielce. Przez dwie kadencje zasiadał w Komisji Budownictwa i Gospodarki Komunalnej, a ponadto w Komisji Spraw Wewnętrznych (II kadencja) i w Komisji Leśnictwa i Przemysłu Drzewnego (III kadencja). Należał do Związku Bojowników o Wolność i Demokrację.